# 순정 반짝
《순정 반짝》(純情きらり 준조키라리[*])는 2006년 상반기 NHK 연속 TV 소설이다. 시리즈 74번째 작품이며, 2006년 4월 3일부터 2006년 9월 30일까지 방송됐다. NHK 방송개시 80주년 기념 방송이다.
쓰시마 유코의 소설 《불의 산》 (火の山―山猿記)이 원안이며, 아사노 다에코가 각본을 맡았다. 주요 무대는 아이치현 오카자키시이다.

## 줄거리
쇼와 초기, 일곱 살 아리모리 사쿠라코(미야마 가렌)는 핫초 된장을 제조하는 ‘야마초’(산장)에서 커다란 된장통에 빠진다. 네 살 때 어머니 마사(다케시타 게이코)를 질병으로 잃고, 아버지 겐이치로(미우라 도모카즈) 혼자서 이제까지 키워왔다. 어머니가 없는 사쿠라코를 불쌍하게 생각한 주위 사람들은 겐이치로에게 재혼 이야기를 꺼내지만, 사쿠라코가 어머니를 그리워하는 모습을 보고, 재혼을 단념하게 된다.
10년 후, 16살이 된 사쿠라코(미야자키 아오이)는 주위의 반대를 무릅쓰고 도쿄음악학교(현재 도쿄 예술대학)진학을 희망한다. 그러던 중, 사쿠라코의 음악학교 진학을 지지해주던 겐이치로가 일 때문에 투입된 산사태 현장에서 낙석 사고를 당한다. 일단 의식은 회복했으나 결국 목숨을 잃고 만다. 장녀 후에코(데라지마 시노부)는 진학에 반대하지만, 그럼에도 사쿠라코는 아버지가 남겨 준 피아노로 열심히 연습한다.
그리고 다음 해, 사쿠라코는 소꿉친구이자 좋은 경쟁자인 마쓰이 다쓰히코(후쿠시 세이지)와 함께 도쿄음악학교 입학시험을 본다. 사쿠라코는 2차 시험까지 합격했으나, 최종시험 당일, 아키야마 히토시(한카이 가즈아키)의 색소폰 연주를 듣는데 빠져있다가, 시험에 지각하게 된다. 시험을 보기는 했으나 제 실력을 발휘하지 못하고 불합격하게 된다.

## 출연진

### 아리모리가 인물
- 아리모리 사쿠라코 - 미야자키 아오이 (어린 시절 - 미야마 가렌)
- 아리모리 후에코 - 데라지마 시노부 (어린 시절 - 기타노 기이)
- 아리모리 모모코 - 이가와 하루카
- 아리모리 유타로 - 마쓰자와 스구루
- 아리모리 마사·화자 - 다케시타 게이코
- 아리모리 겐이치로 - 미우라 도모카즈
- 아리모리 이소 - 무로이 시게루
- 오키타 도쿠지로 - 야나 노부오

### 산장 사람들
- 마쓰이 다쓰히코 - 후쿠시 세이지

다쿠지와 가네의 외아들. 산장의 후계자이며, 피아니스트가 되기 위해 도쿄음악학교에 입학한다,
- 마쓰이 가네 - 도다 게이코
- 마쓰이 다쿠지 - 무라타 다케히로
- 우라베 센키치 - 시오미 산세이
- 노기야마 요이치 - 도쿠이 유

### 오키자키 사람들
- 사이토 나오미치 - 게키단 히토리

오카자키 사범학교의 물리 교사이다. 아리모리가에서 하숙을 하고 있으며, 사쿠라코의 첫사랑 상대이다. 사쿠라코와 약혼했으나, 부모의 회사가 어려워져 빚을 갚기위해 약혼을 취소하고 도쿄로 돌아간다. 그 후에는 사쿠라코와 다쓰히코의 결혼 소식을 듣고 축하하러 와준다.
- 마스터 히로 - 브라더 톰

사쿠라코, 다쓰히코가 들르는 찻집 마르세이유의 점장이다.
- 니시노 시즈코 - 기무라 미도리코

사쿠라코의 여학교 시절 음악 선생님. 처음엔 학교에서 멋대로 재즈를 치는 사쿠라코의 행동을 불쾌하게 생각히지만, 사쿠라코가 도쿄음악학교 시험을 보려 한다는 걸 알고 마음을 바꿔 피아노 지도를 하게 된다.
- 다카노 가오루코 - 마츠모토 마리카

사쿠라코의 여학교 시절부터 친구로, 후에 도쿄의 잡지사에서 일한다.

### 도쿄 사람들
스기 도고 - 니시지마 히데토시
마로니에장 주민. 쓰가루 지방 출신 청년 화가이다. 저자의 아버지인 다자이 오사무가 모델이다.
하나오카 야스지 - 아이지마 가즈유키
마로니에장 주민. 인기없는 화가이며, 도고의 친구이다.
노가미 야에 - 하라 지아키
다치바나 마리 - 무쿠노키 미와
마로니에장 주민. 무도장의 댄서이다.
오노데라 하쓰미 - 다쿠마 세이코
마로니에장 주민. 오사카 출신. 호른 연주자를 꿈꾸며 4수 끝에 도쿄음악학교에 합격한다. 다쓰히코에게 연정을 품고있다.
사이온지 기미마로 - 하세가와 하쓰노리
도쿄음악학교 교수이자 피아노 연주자. 피아노 학원 '사이온지 학원'도 하고 있다. 사쿠라코의 재능을 발견하고, 선생으로서 지도한다. 사쿠라코의 좋은 이해자이다.
아키야마 히토시 - 한카이 가즈아키
색소폰 연주자. 사이온지에게 재능을 인정받아 도쿄음악학교 진학을 권유받았으나, 사이온지가 준비한 돈을 갖고 행방불명된다. 그 후, 무도장에서 인기 연주자로 활약한다.
마쓰오 - 무라스기 세미노스케
사이온지의 조수. 사쿠라코가 사이온지의 제자로 들어오는 걸 반대했으나, 부재 중에는 사이온지를 대신해 사쿠라코를 지도한다.
이와미자와 루리코 - 하쓰네 에리코
'사이온지 학원'의 학생. 네 살때부터 피아노를 배웠으며, 다쓰히코와 함께 도쿄음악학교에 입학한다. 가난한 사람은 음악을 할 필요가 없다며 사쿠라코를 깔본다.

## 부제
- 제1주 - 아버지의 맞선
- 제2주 - 피아노가 왔다
- 제3주 - 사랑의 전주곡
- 제4주 - 프러포즈는 갑자기
- 제5주 - 운명의 갈림길
- 제6주 - 벚꽃이 피다?
- 제7주 - 가난 따윈 무섭지 않아
- 제8주 - 첫 연탄 연주
- 제9주 - 오늘 밤, 너와 춤추다
- 제10주 - 여름날의 이별